# NGC 30
NGC 30은 페가수스자리 방향에 위치한 쌍성이다.